# 広島県立高陽高等学校
広島県立高陽高等学校（ひろしまけんりつ こうようこうとうがっこう）は広島県広島市安佐北区真亀三丁目にある公立の高等学校である。

## 概要
旧安佐郡高陽町（1973年3月20日に広島市に編入）町域内にある。広島市に編入前の高陽町内には高等学校がまったく存在しなかったが、広島市に編入されたのち、広島市のベッドタウンとして著しい発展を遂げたことから1977年に本校が設置された。
運動場を造成中に遺跡（恵下山・山手遺跡群）が発見された。そのため野球場、プールなど予定されていた一部の設備の建設が不可能となった経緯がある。
2009年度には教務事務システムe-教務を岐阜県外で初めて導入し、校務の情報化を進めている。
2010年度にはICT活用事業実践指定校となり、ICT活用事業を精力的に進めており、広島県高等学校の教育の情報化を牽引する学校となっている。

## 沿革
- 1977年4月8日 全日制普通科の高等学校として開校する。
- 2012年4月1日 広島県立白木高等学校を統合する。

## 著名な出身者
- 柿辰丸（悪役俳優）
- 太田雅彦（アニメーション監督）
- 角ひとみ（女子競艇選手）
- 深海哲哉（俳優）
- 角島奈知（ローカルタレント）
- 上西千波（ジャズシンガー）
- 谷野愛美（まなみのりさ）（タレント）